# Stadion u Nisy
Stadion u Nisy é um estádio localizado em Liberec, República Tcheca. Com capacidade para 10,000 pessoas, é a casa do time FC Slovan Liberec.